# Natasha Poly
Pour les articles homonymes, voir Poly.
Natalia Sergueïevna Polevchtchikova (en russe : Наталья Сергеевна Полевщикова), plus connue sous le nom de Natasha Poly (en russe : Наташа Поли), née le 12 juillet 1985 à Perm est un mannequin russe.

## Biographie
Au début des années 2000, Natasha Poly devient mannequin dans sa région natale grâce à un concours de beauté à Moscou.
Trois ans plus tard, elle s'installe à Paris et défile pour Emanuel Ungaro.
En février 2004, elle défile pour 54 entreprises entre Paris, Milan et New York dont Chanel, Viktor & Rolf, Balenciaga, Alexander McQueen, Marc Jacobs, Versace ou encore Stella McCartney.
La même année, elle pose pour la campagne publicitaire de la marque Louis Vuitton, devant l'objectif des photographes Mert & Marcus et apparaît pour la première fois en couverture du magazine Vogue Paris en mai 2004, photographiée par Steven Klein.
Quelques mois plus tard, elle réalise sa seconde couverture pour Vogue Paris (numéro de juin/juillet 2004) shootée par Craig McDean.
En 2005, elle pose pour Gucci, photographiée par Mario Testino. En novembre de la même année, Natasha travaille avec ce même photographe et apparaît en couverture du Vogue Paris, aux côtés des mannequins Freja Beha Erichsen, Mariacarla Boscono, Vlada Roslyakova, Solange Wilvert et Tasha Tilberg.
En 2005 et 2006, elle défile pour Victoria's Secret.
Elle devient également le visage des plus grandes marques, notamment Calvin Klein, Ralph Lauren et Balmain. 
En 2007, elle clôt le défilé Fendi et devient l'égérie du parfum Gucci by Gucci.
Elle figure également deux fois en couverture du Vogue Paris (mars 2007 et septembre 2007), sous l'objectif du duo Inez & Vinoodh et du photographe Patrick Demarchelier.
En 2008, elle participe à de nombreux défilés, en ouvre ou ferme plusieurs, tels Dior, Gucci, la marque italienne Blumarine, Hervé Léger, Kenzo ou Givenchy parmi d'autres.
Elle pose ensuite pour le calendrier Pirelli de 2011, photographiée par Karl Lagerfeld.
En 2012, elle signe un contrat avec la marque L’Oréal et devient égérie de L’Oréal Paris.

## Vie privée
En avril 2011, Natasha Poly épouse l'homme d'affaires néerlandais Peter Bakker à Saint-Tropez (Var, France). Ensemble, ils ont engendré une fille et un garçon.

### Autres articles
- Britney Manson